# Nenê Belarmino
Belarmino de Almeida Junior, conhecido como Nenê Belarmino (Santos, 8 de janeiro de 1951), é um ex-futebolista brasileiro, que atuava como atacante.
Atualmente, atua como treinador de futebol.

## Carreira

### Jogador
Quando garoto, atuou nos times amadores do Pasteur e Santos Praia Clube. Iniciou sua carreira profissional de jogador de futebol em 1969, no Santos FC, como juvenil, porém na viagem rumo à Europa, voltou com profissional.
Fez sua primeira participação no dia 8 de abril de 1969, na vitória diante do Mixto por de 5 a 1 pelo Torneio Cinquentão de Cuiabá, no estádio Presidente Dutra. Pelo clube, conquistou o Torneio Hexagonal de Santiago, no Chile, Copa São Paulo, campeão paulista em 1973. Sua última partida foi no dia 3 de agosto de 1974, na vitória diante do Noroeste por 2 a 1, na Vila Belmiro, pelo Campeonato Paulista. Jogou pelo clube 226 partidas no período de 1969 a 1974, tendo marcado 58 gols.
Em 1974 foi para o México, defender o Univerdidad de Guadalajara onde permaneceu por quase 10 anos, até 1982, sendo campeão da Copa do México, bicampeão da Liga Mexicana e vice-campeão da Liga Mexicana.
Voltou ao Brasil em 1982, encerrando sua carreira de jogador na Portuguesa Santista.

### Treinador
Inicia sua carreira de técnico na mesma Portuguesa Santista, em 1984, dirigiu o time sub-20.
Foi técnico das categorias de base do Santos FC nos anos 80 e 90. Comando o Santos na Copas São Paulo de Futebol Júnior de 1986, sendo desclassificado na segunda fase, e em 1997, quando foi 3º lugar.
Comandou a Portuguesa Santista no Paulistão de 2004, com Sérgio Guedes como auxiliar.
Ele passou a comandar o Sertãozinho a partir de agosto de 2006, mas deixou o cargo durante o Paulistão de 2007 e foi dirigir o Botafogo de Ribeirão Preto na Série A-2 do Paulistão.
Em 2008, comandou o time da Portuguesa Santista, que disputava a série A-2 do Campeonato Paulista,
Em agosto de 2008, foi efetivado como auxiliar-técnico de Márcio Fernandes na comissão técnica do Santos. No início de 2009, deixou o clube depois da demissão de Fernandes.
Em agosto de 2010, assumiu o Camboriú FC.
Em fevereiro de 2011, passou pelo Oeste. Em março de 2011 assumiu o comando técnico do Uberaba para o lugar de Birigui.
Em 2013, assumiu a equipe do Grêmio Barueri, e conseguiu livrar a equipe do rebaixamento nas últimas rodas pelo Campeonato Paulista da Série A2 e acertou sua rescisão após a eliminação na Copa do Brasil.
Até janeiro de 2018, atuou como supervisor da equipe sub-15 do Santos.
Em 2019, iniciou o ano na Comissão Técnica da Portuguesa Santista, que tinha como treinador Sérgio Guedes. Ao final do Campeonato Paulista da Série A-2 ele foi contratado pelo Uberaba Sport Clube, no dia 15 de abril.

## Títulos

### Jogador
Santos FC
- Campeão Paulista: 1973

- Torneio Quadrangular de Cuiabá: 1970
- Taça Cidade de São Paulo: 1970
- Torneio Hexagonal do Chile: 1970
- Torneio Triangular da Jamaíca: 1971